# Dorcasomus batesi
Dorcasomus batesi är en skalbaggsart som beskrevs av Reé Michel Quentin och Jean François Villiers 1970. Dorcasomus batesi ingår i släktet Dorcasomus och familjen långhorningar. Inga underarter finns listade i Catalogue of Life.